# Sydney Darts Masters 2013
De Sydney Darts Masters 2013 was de eerste editie van de Sydney Darts Masters. Het toernooi was onderdeel van de World Series of Darts. Het toernooi werd gehouden van 29 augustus tot 31 augustus 2013 in het Luna Park, Sydney. Phil Taylor wist het toernooi te winnen door in de finale van Michael van Gerwen te winnen met 10-3.

## Deelnemers
Net als in elk World Series toernooi speelden ook hier 8 PDC Spelers tegen 8 darters uit het land/gebied waar het toernooi ook gehouden wordt. De deelnemers waren:
- Phil Taylor
- Michael van Gerwen
- Adrian Lewis
- Simon Whitlock
- Andy Hamilton
- Wes Newton
- Raymond van Barneveld
- Paul Nicholson
- Kyle Anderson
- Gordon Mathers
- Tic Bridge
- Warren Parry
- Beau Anderson
- Monty Tuhua
- David Platt
- Monty Tuhua